# Against Rome
Against Rome est un jeu vidéo développé par Independent Arts Software, sorti en 2004 en France sur PC.
Le jeu se déroule lors des invasions barbares.

## Accueil
- Jeuxvideo.com : 9/20[1]